# Edos Barbini
Edos Barbini (Trieste, 25 settembre 1919 – ...) è stato un calciatore italiano, di ruolo attaccante.

## Carriera
Crebbe nell'Ambrosiana-Inter, che nel 1937 lo cedé in prestito per un anno in Serie C al Varese. In seguito passa al Parma, sempre in Serie C, al Bologna nel 1940 per un anno dove non ha presenze ufficiali, e nuovamente al Parma con cui vince il campionato di Serie C 1942-1943 e disputa anche il Campionato Alta Italia 1944.
Nel dopoguerra debutta in Serie B con la SPAL, poi gioca con il Fanfulla nel 1946-1947, disputando due campionati cadetti prima della retrocessione per un totale di 55 presenze e 5 reti, e vince il successivo campionato di Serie C 1948-1949.
Nel 1949 passa al Pavia in Serie C, dove chiude la carriera con 12 presenze ed una rete.

## Palmarès

### Club

#### Competizioni nazionali
- Serie C: 1

Fanfulla: 1948-1949